# Christian Fittipaldi
Christian Fittipaldi (* 18. ledna 1971, São Paulo, Brazílie) je brazilský automobilový závodník a pilot Formule 1. Je synovcem dvojnásobného mistra světa vozů F1 Emersona Fittipaldiho a synem Wilsona Fittipaldiho jr .
Ve Formuli 1 působil v sezóně 1992-1994. Startoval ve 43 velkých cenách a jeho nejlepším umístěním bylo 3× čtvrté místo.

## Formule 1
- 1992 Minardi – 17. místo, 1 bod
- 1993 Minardi – 13. místo, 5 bodů
- 1994 Minardi – 15. místo, 6 bodů